# Los doctores las prefieren desnudas
Los doctores las prefieren desnudas es una película de comedia picaresca argentina, cuyos protagonistas principales son el dúo cómico de Alberto Olmedo y Jorge Porcel, estrenada el 13 de septiembre de 1973.

## Argumento
Alberto, empleado de una concesionaria de automóviles, recibe el encargo de su jefe de entregar un coche que se ha vendido a un cliente. Al ser un auto lujoso, no tiene mejor idea que inventarle una excusa al flamante dueño del vehículo, retrasar la entrega para el día siguiente y usarlo para salir a divertirse por la noche porteña con su fiel amigo Jorge.
Ambos van a un teatro de revistas y, mientras presencian la función, la primera vedette (Corina) se desmaya. Entonces Alberto y Jorge se hacen pasar por médicos, con la finalidad de conocer a Corina. Como es de suponer, ambos deciden continuar el engaño con el paso de los días, haciendo que la confusión se haga cada vez más grande y difícil de mantener en secreto. Los enredos se irán sumando uno tras otro, desatando un festival de carcajadas para los espectadores de esta cómica película.

## Reparto
- Jorge Porcel........................ Jorge Peralta
- Alberto Olmedo.................... Alberto Zamudio
- Javier Portales..................... Dr. Gutiérrez
- Mariquita Gallegos............... Corina Lafont
- Adolfo García Grau.............. Arturo Mendieta
- Tristán..................................vecino del 8.º piso
- Luis Tasca............................Dr. Barragán Iglesias
- Dorys del Valle.................... Cecilia, hija de Barragán Iglesias
- Jorge Barreiro......................Dr. Horacio Peralta
- Moria Casán....................... paciente aplicación inyección
- Don Pelele...........................cantante guitarrista
- Mario Sánchez.....................cantante guitarrista
- Gabriela Acher.....................instrumentadora morocha
- Elvira Porcel.........................instrumentadora rubia
- Anita Almada........................caba
- Délfor...................................médico inyección
- Alberto Irízar.........................dueño bar
- Vicente La Russa..................coreógrafo teatro
- Mario Sapag..........................vecino
- Carlos Scazziotta...................conductor que empuja el auto
- Elizabeth Aidil........................corista (copete plumas de avestruz)
- Eduardo Ayala
- Tita Coel................................enfermera Leticia
- Julio César Fedel...................anestesista dr. Santarelli
- Ago Franzetti........................ paciente nueva Dr. Peralta
- Isabel Giffone
- Karen Mails (Karen Miles)......corista con dolor de espalda
- Alfonso Pícaro.......................paciente de enema
- Susana Roig
- Teresa Wallon
- Juan  Buryua Rey
- Beatriz Cabaleiro
- Liliana Cevasco
- Osvaldo del Castro
- Beatriz Domínguez
- Sara Ilse
- Oscar Ingro
- Leonor Onis............................enfermera Beatriz (recepción)
- Adriana Quevedo
- Carlos Sinopoli
- Alicia Sorbel
- René Tenembaum............................camillero